# Stuttgarter Platz

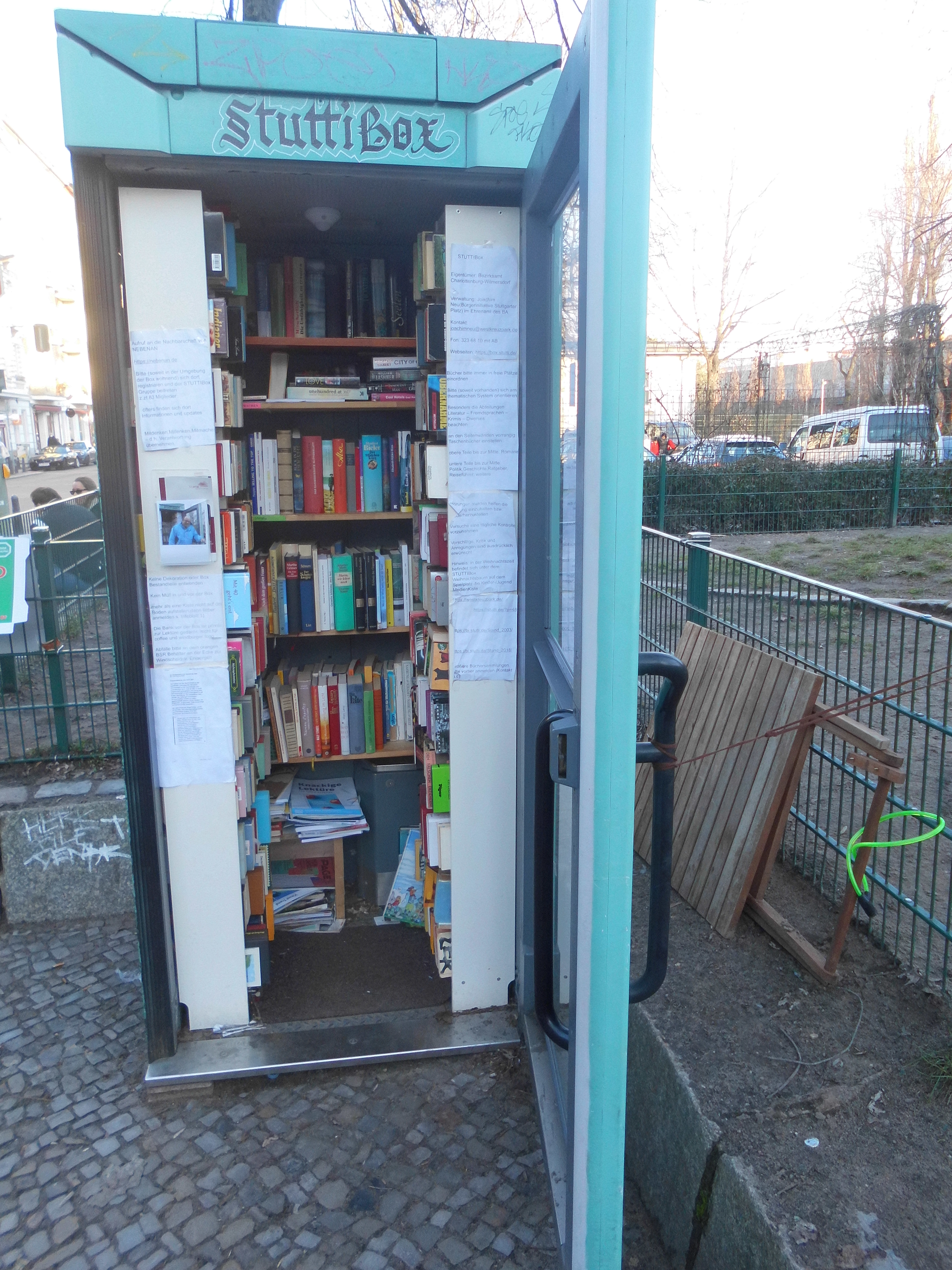
Bücherzelle am Spielplatz

Der Stuttgarter Platz (im Volksmund: Stutti) ist ein Platz und Straßenname im Berliner Ortsteil Charlottenburg.

## Lage und Erschließung
Der Stuttgarter Platz befindet sich im unmittelbaren Umfeld des Bahnhofs Charlottenburg, der den Platz in eine Nord- und eine Südhälfte teilt. In Ost-West-Richtung dehnt sich der Platz von der Wilmersdorfer Straße bis zur Windscheidstraße aus, seit den 1960er Jahren unterbrochen von der Lewishamstraße. Vom Stuttgarter Platz gehen die Rönnestraße und die Leonhardtstraße im Nordwesten und die Krumme Straße im Nordosten ab, im Süden wird der Platz durch die Gervinusstraße begrenzt. Häufig wird allerdings nur der nördlich der Bahntrasse gelegene Teil als Stuttgarter Platz wahrgenommen.

## Geschichte

### Entstehung bis 1900

Stuttgarter Platz und Empfangsgebäude des Bahnhofs Charlottenburg, um 1903

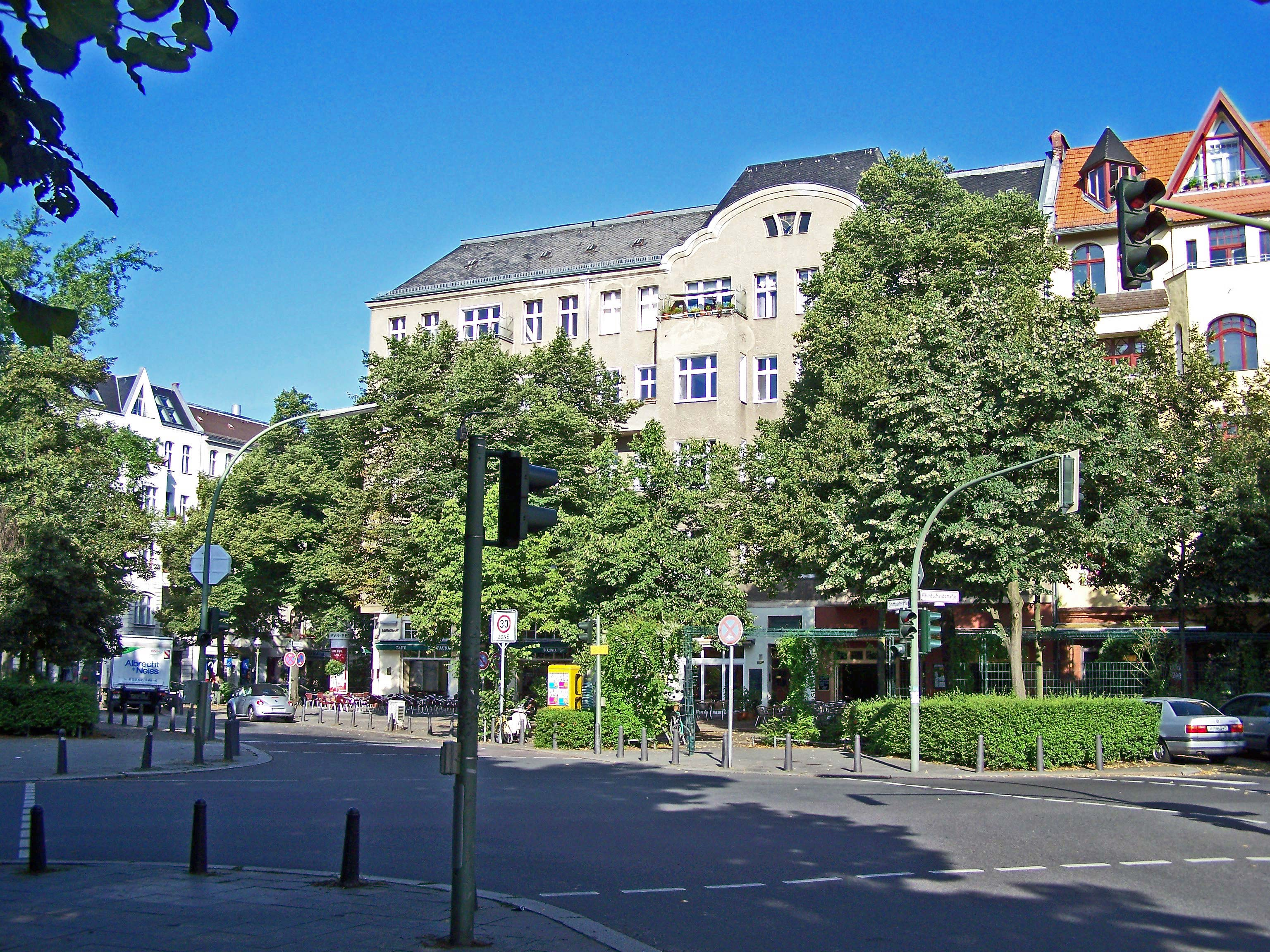
Stuttgarter Platz nahe Windscheidstraße, 2007

Der Platz, der bereits im Generalbebauungsplan von 1858 vorgesehen war, erhielt seinen Namen 1892. Nach Inbetriebnahme des von Ernst Dircksen geplanten Bahnhofs Charlottenburg 1882 und der Überdeckung des damaligen Schwarzen Grabens, einem offenen Abwassergraben, sowie der Fertigstellung der unterirdischen Kanalisation 1889 dehnte sich die Bebauung in Richtung Süden und Westen aus. Der Bahnhof diente dem Anschluss der seinerzeit selbstständigen Stadt Charlottenburg und des Schlosses Charlottenburg. In den Jahren 1893/1894 entstanden die auf der Westseite des Platzes in der Nähe zur Windscheidstraße erhaltenen repräsentativen Wohnhäuser. Die verspätete Bebauung des Gebietes um den Bahnhof hing mit den Schwierigkeiten zusammen, die der Abwassergraben mit seinen großen Mengen an Regen- und Brauchwasser schuf, die aus Schöneberg und Wilmersdorf kamen. Im Jahr 1892 erhielt der nördliche und südliche Bahnhofsvorplatz seinen Namen „Stuttgarter Platz“. 1895 wurden Grünanlagen angelegt, die 1904 mit großen Palmen und Blumenbeeten verschönert wurden. Im Haus Nr. 4 wohnte 1899/1900 der Dichter Christian Morgenstern, woran eine Gedenktafel erinnert.

### Zerstörung und Wiederaufbau – 1945–1980
Nach dem Zweiten Weltkrieg befand sich auf Initiative von Gustav Severin im nordöstlichen Bereich der Busbahnhof der Fernautobusse nach Westdeutschland und machte den Platz als Stutti populär. Die schweren Kriegszerstörungen an der Randbebauung wurden durch Neubauten ersetzt. Nach dem Krieg entwickelte sich der ehemals hier gelegene Busbahnhof zu einer Hochburg des Schwarzhandels. Die Imbissstandbetreiberin Herta Heuwer hat im September 1949 in direkter Nähe zum Stuttgarter Platz die von ihr erfundene Currywurst verkauft. Daran erinnert eine am 29. Juni 2003 enthüllte Gedenktafel am Haus der Kantstraße 101/Ecke Kaiser-Friedrich-Straße.
Nach Aufhebung der Berlin-Blockade, die die sowjetische Besatzungsmacht vom 24. Juni 1948 bis zum 12. Mai 1949 über die Versorgungswege West-Berlins verhängt hatte, nahmen die ersten Interzonenbusse ihre Fahrten von hier nach Hannover wieder auf.
In den 1960er Jahren machte die Kommune I den Platz über Berlin hinaus bekannt, in den 1970er Jahren entstanden hier die ersten Bürgerinitiativen.
Seit Pfingsten 2019 steht am Spielplatz die Bücherzelle STUTTIBox.

### 1980 bis in die Gegenwart
Der Stuttgarter Platz ist ein lebendiger Platz mit unterschiedlichem Charakter: Während im nordwestlichen Bereich eher gehobene Restaurants und Cafés sowie ein Kinderspielplatz mit Grünanlage liegen, herrschten im nordöstlichen Bereich mit dem ehemaligen Rotlichtmilieu bisher eher einfache Läden und Hotels vor. Seit Juni 1999 kämpft eine Bürgerinitiative für den Erhalt der Qualität des Kiezes.
Der Grünzug südlich der Bahn wurde 2008 neu gestaltet. Als Ersatzmaßnahme für gefällte Bäume im Zuge des Ausbaus der Schnellbahnverbindung Berlin – Hannover entstanden hier verschiedene Gartenbereiche für die Anwohner sowie eine Spiel- und Liegewiese. Im Jahr 2011 erhielt dieser Grünzug den Namen Margarete-und-Arthur-Eloesser-Park.

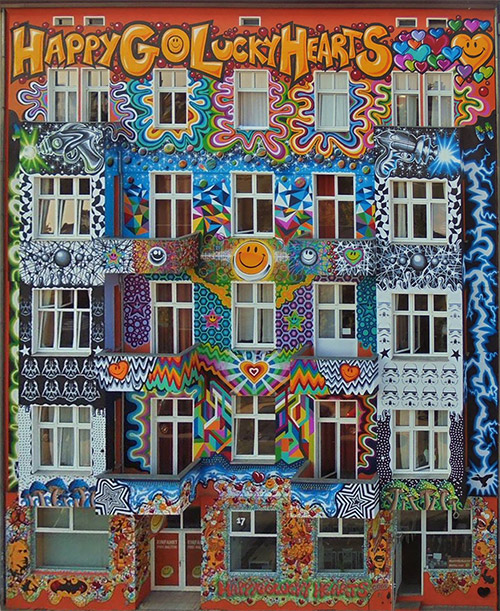
Happy Go Lucky Hostel

In den Jahren 2010 und 2011 wurde auch auf den Flächen nördlich der Bahn eine öffentliche Grünfläche sowie neue Wegeverbindungen angelegt, als Ersatzmaßnahme zum Ausgleich von Eingriffen in Natur und Landschaft beim Bauvorhaben „Grunderneuerung der S-Bahn Berlin S3/S7 einschließlich der Verlegung des S-Bahnhofs Charlottenburg“.
Seit einigen Jahren gibt es heftige Auseinandersetzungen um die Bemalung des Happy Go Lucky Hostel.

## Verkehr

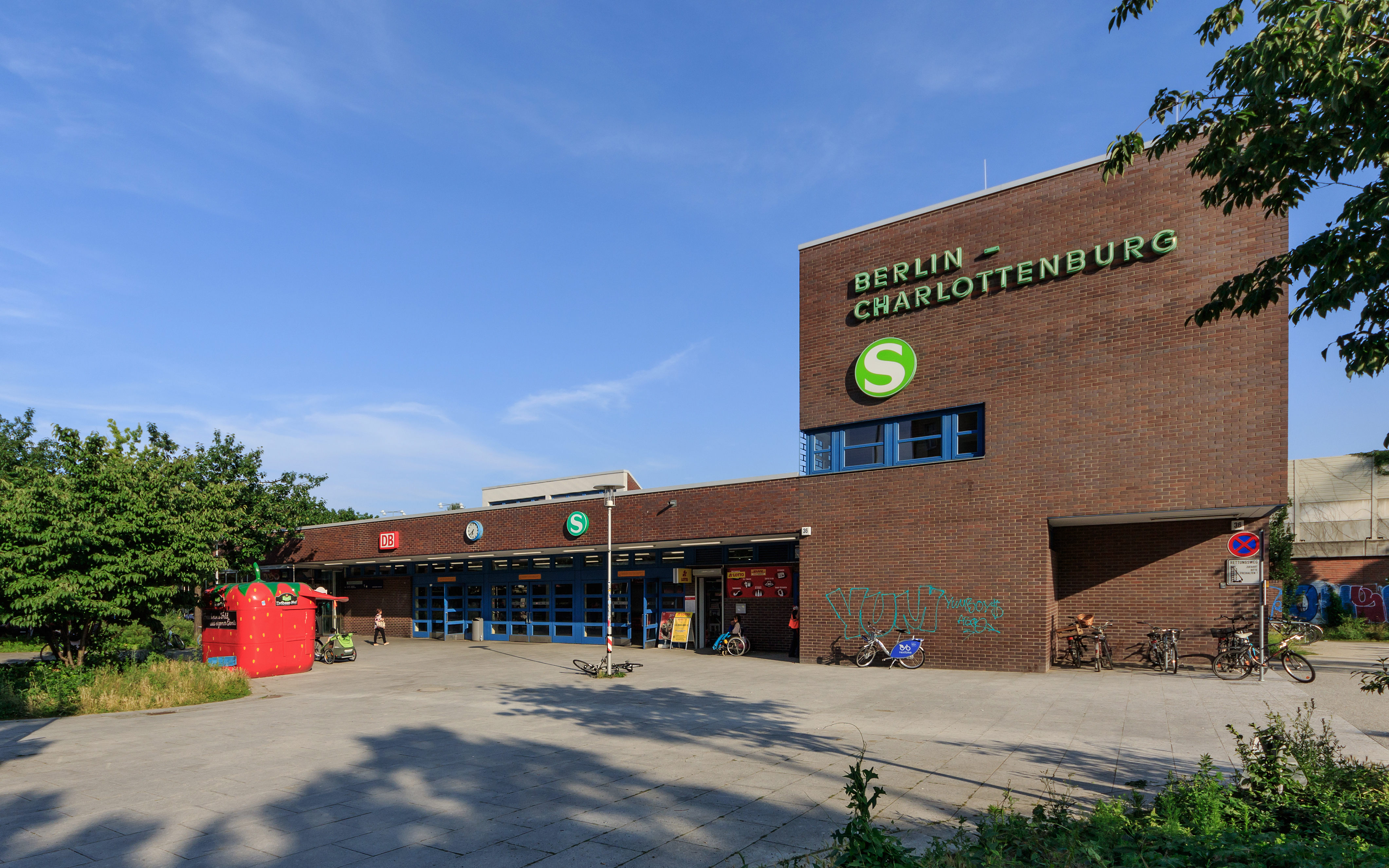
S-Bahnhof Charlottenburg, 2017

Der Stuttgarter Platz liegt am Bahnhof Berlin-Charlottenburg (Linien RE1, RE7, RB10, RB14, S5, S7, S75 und S9) und am U-Bahnhof Wilmersdorfer Straße (Linie U7). Es halten die Omnibuslinien 109, 309 und N7. Der S-Bahnhof wurde 2006 zur Verkürzung des Umsteigewegs in Richtung U-Bahnhof Wilmersdorfer Straße verschoben.

## Filme
- Hotte im Paradies. Spielfilm, Deutschland, 2002, 118 min, Regie: Dominik Graf.
- Der Stuttgarter Platz. Dokumentarfilm, Deutschland, 2008, 43:30 min, Buch und Regie: Felix Oehler, Produktion: rbb, Reihe: Berliner Ecken und Kanten, Erstsendung: 20. Oktober 2008 im rbb, Inhaltsangabe von  Berliner Ecken und Kanten – Der Stuttgarter Platz bei der ARD.
- Charlottengrad. Eine russische Enklave in Berlin. Dokumentarfilm, Deutschland, 2010, 42:20 min, Buch und Regie: Ralph Quinke, Produktion: Spiegel TV, Erstsendung: 8. Februar 2010 bei Sat.1, Inhaltsangabe von Spiegel TV und Inhaltsangabe (Memento vom 13. April 2014 im Internet Archive) vom ZDF, 24. Februar 2014. Porträt eines 24 Stunden lang geöffneten russischen Supermarktes am Bahnhof Charlottenburg und seiner Kundschaft, darunter Henryk Broder.
- Smart-Berlin – Der „Stutti“,[7] 43:41 min